# Saint-Luperce
Saint-Luperce est une commune française située dans le département d'Eure-et-Loir en région Centre-Val de Loire.

## Géographie

### Situation

Situation géographique
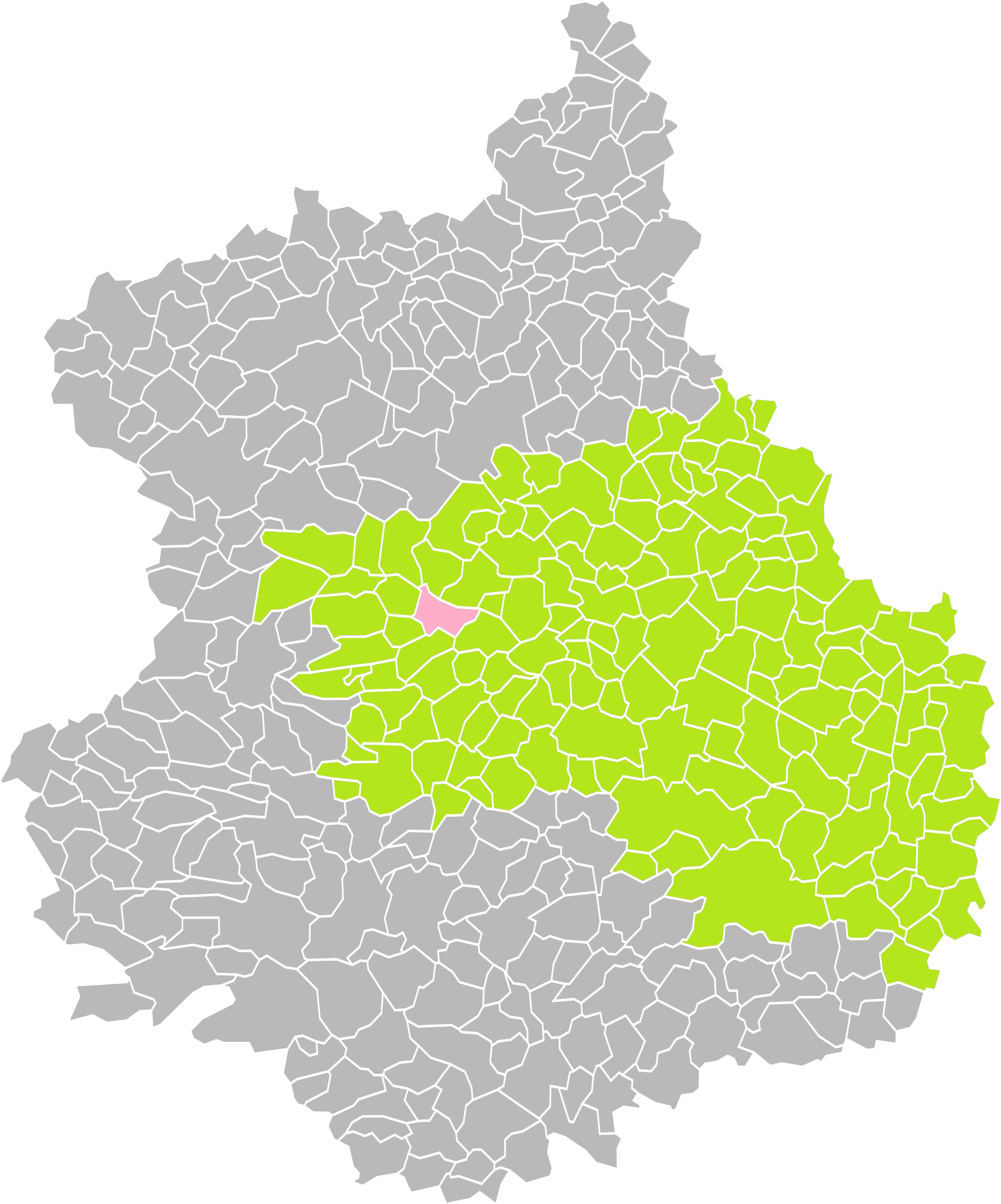
Saint-Luperce dans son arrondissement.
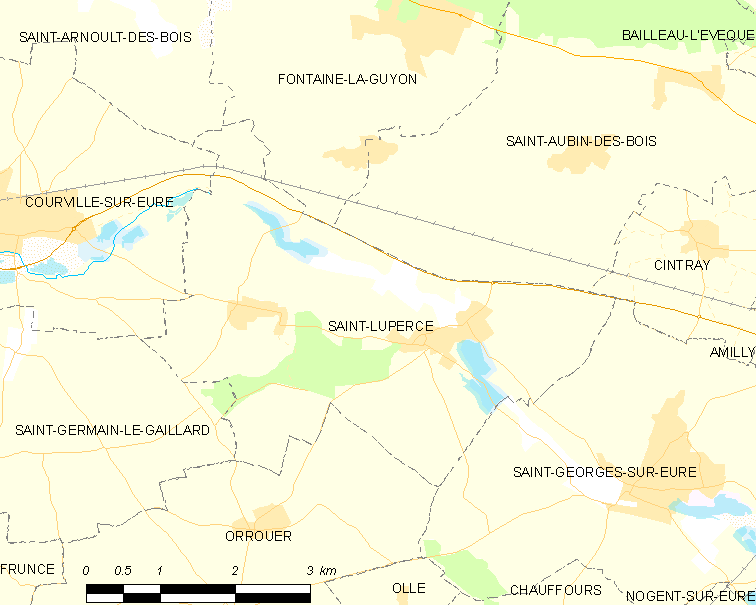
Carte de la commune de Saint-Luperce.

### Communes limitrophes
| Fontaine-la-Guyon         | Saint-Aubin-des-Bois | Cintray                |
| Courville-sur-Eure        | Saint-Luperce        | Saint-Georges-sur-Eure |
| Saint-Germain-le-Gaillard | Orrouer              | Saint-Georges-sur-Eure |

### Lieux-dits et écarts
- Loulappe, Hartencourt, la Gadelière, château de Blanville ayant appartenu à la famille comtale Ducluzel.

### Hydrographie
Provenant de l'ouest par Courville-sur-Eure, la rivière l'Eure, affluent en rive gauche du fleuve la Seine, traverse le nord de la commune pour se diriger ensuite vers le sud-est et Saint-Georges-sur-Eure.
Saint-Luperce bénéficie depuis 1965 d'une station hydrologique sur l'Eure. Le débit moyen annuel ou module de l'Eure, observé à Saint-Luperce durant une période de 53 ans (de 1965 à 2017), est de 1,59 m3/s, soit 1 590 litres par seconde.
La hauteur maximale instantanée, relevée à Saint-Luperce le 23 janvier 1995, est de 1,71 m. À partir d'une hauteur d'eau supérieure à 1 m, certaines vannes en aval sont ouvertes, afin de préserver Chartres d'une inondation.

### Voies de communication et transports
La gare de Saint-Aubin - Saint-Luperce, située sur le territoire de la commune de Saint-Aubin-des-Bois, à proximité de Saint-Luperce, est une halte de la ligne de Paris-Montparnasse à Brest.

### Climat
Pour des articles plus généraux, voir Climat du Centre-Val de Loire et Climat d'Eure-et-Loir.
En 2010, le climat de la commune est de type climat océanique dégradé des plaines du Centre et du Nord, selon une étude du CNRS s'appuyant sur une série de données couvrant la période 1971-2000. En 2020, Météo-France publie une typologie des climats de la France métropolitaine dans laquelle la commune est exposée à un climat océanique altéré et est dans la région climatique  Sud-ouest du bassin Parisien, caractérisée par une faible pluviométrie, notamment au printemps (120 à 150 mm) et un hiver froid (3,5 °C). 
Pour la période 1971-2000, la température annuelle moyenne est de 10,5 °C, avec une amplitude thermique annuelle de 14,8 °C. Le cumul annuel moyen de précipitations est de 646 mm, avec 10,8 jours de précipitations en janvier et 7,7 jours en juillet. Pour la période 1991-2020, la température moyenne annuelle observée sur la station météorologique de Météo-France la plus proche, sur la commune de Blandainville à 14 km à vol d'oiseau, est de 11,2 °C et le cumul annuel moyen de précipitations est de 626,2 mm,. Pour l'avenir, les paramètres climatiques de la commune estimés pour 2050 selon différents scénarios d'émission de gaz à effet de serre sont consultables sur un site dédié publié par Météo-France en novembre 2022.

## Urbanisme

### Typologie
Au 1er janvier 2024, Saint-Luperce est catégorisée bourg rural, selon la nouvelle grille communale de densité à 7 niveaux définie par l'Insee en 2022.
Elle est située hors unité urbaine. Par ailleurs la commune fait partie de l'aire d'attraction de Chartres, dont elle est une commune de la couronne,. Cette aire, qui regroupe 117 communes, est catégorisée dans les aires de 50 000 à moins de 200 000 habitants,.

### Occupation des sols
L'occupation des sols de la commune, telle qu'elle ressort de la base de données européenne d’occupation biophysique des sols Corine Land Cover (CLC), est marquée par l'importance des territoires agricoles (83 % en 2018), une proportion sensiblement équivalente à celle de 1990 (83,2 %). La répartition détaillée en 2018 est la suivante : 
terres arables (78,3 %), forêts (7,9 %), zones urbanisées (5,4 %), eaux continentales (3,8 %), zones agricoles hétérogènes (2,5 %), prairies (2,1 %). L'évolution de l’occupation des sols de la commune et de ses infrastructures peut être observée sur les différentes représentations cartographiques du territoire : la carte de Cassini (XVIIIe siècle), la carte d'état-major (1820-1866) et les cartes ou photos aériennes de l'IGN pour la période actuelle (1950 à aujourd'hui).

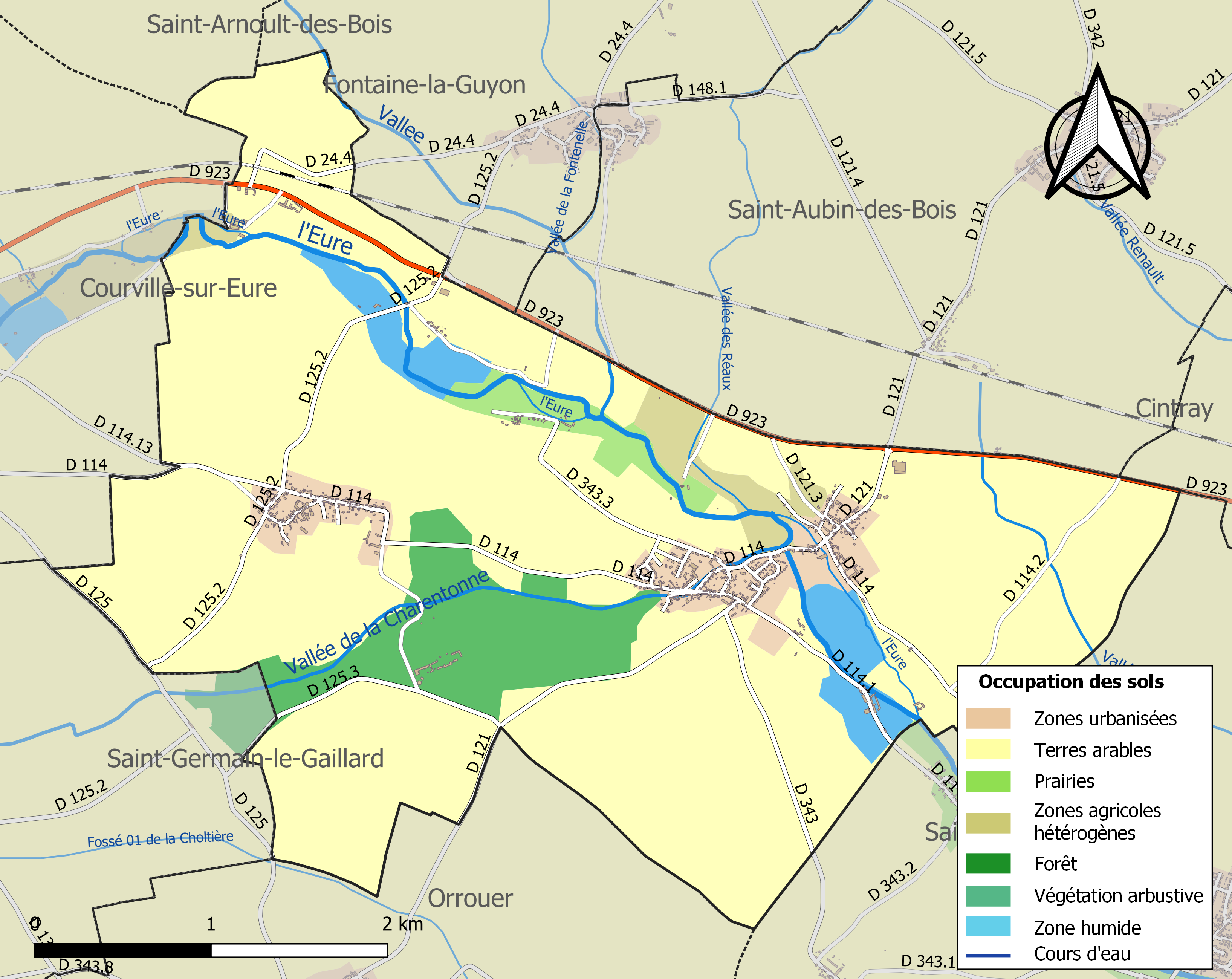
Carte des infrastructures et de l'occupation des sols de la commune en 2018 (CLC).

### Risques majeurs
Le territoire de la commune de Saint-Luperce est vulnérable à différents aléas naturels : météorologiques (tempête, orage, neige, grand froid, canicule ou sécheresse), inondationset séisme (sismicité très faible). Il est également exposé à un risque technologique, le transport de matières dangereuses. Un site publié par le BRGM permet d'évaluer simplement et rapidement les risques d'un bien localisé soit par son adresse soit par le numéro de sa parcelle.

#### Risques naturels
Certaines parties du territoire communal sont susceptibles d’être affectées par le risque d’inondation par débordement de cours d'eau, notamment la Vallée de Charentonne, l'Eure et la Vallée. La commune a été reconnue en état de catastrophe naturelle au titre des dommages causés par les inondations et coulées de boue survenues en 1995, 1999 et 2003,.

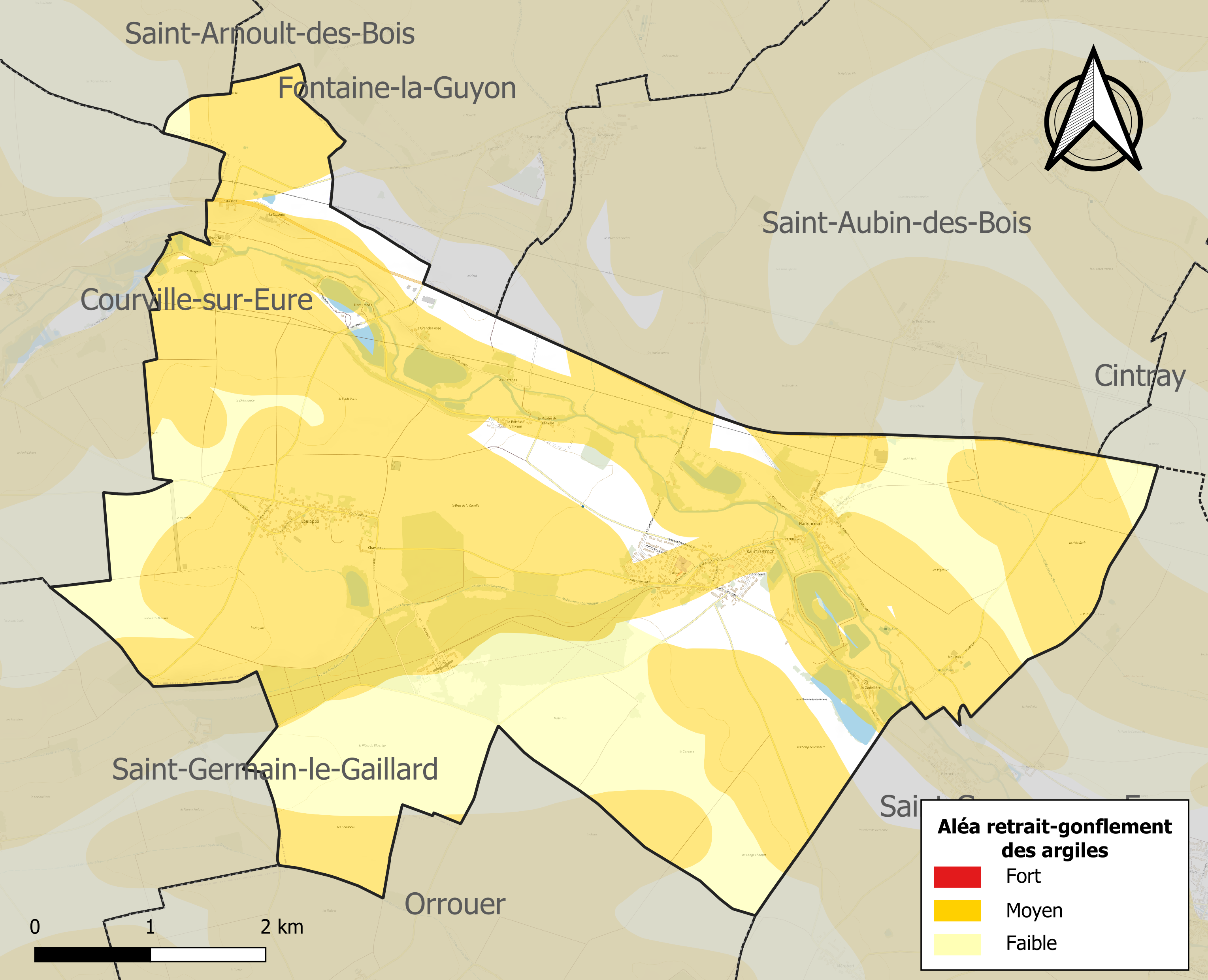
Carte des zones d'aléa retrait-gonflement des sols argileux de Saint-Luperce.

Le retrait-gonflement des sols argileux est susceptible d'engendrer des dommages importants aux bâtiments en cas d’alternance de périodes de sécheresse et de pluie. 71,1 % de la superficie communale est en aléa moyen ou fort (52,8 % au niveau départemental et 48,5 % au niveau national). Sur les 404 bâtiments dénombrés sur la commune en 2019, 335 sont en aléa moyen ou fort, soit 83 %, à comparer aux 70 % au niveau départemental et 54 % au niveau national. Une cartographie de l'exposition du territoire national au retrait gonflement des sols argileux est disponible sur le site du BRGM,.
Concernant les mouvements de terrains, la commune a été reconnue en état de catastrophe naturelle au titre des dommages causés par des mouvements de terrain en 1999.

#### Risques technologiques
Le risque de transport de matières dangereuses sur la commune est lié à sa traversée par des infrastructures routières ou ferroviaires importantes ou la présence d'une canalisation de transport d'hydrocarbures. Un accident se produisant sur de telles infrastructures est en effet susceptible d’avoir des effets graves au bâti ou aux personnes jusqu’à 350 m, selon la nature du matériau transporté. Des dispositions d’urbanisme peuvent être préconisées en conséquence.

## Toponymie
Son nom primitif fut Nantum Jusqu’en 1250 (« cité de Nant »), qui laisse à penser au mot Nantum qui vient du mot celtique Nant qui au Moyen Âge servait à désigner tantôt des cours d’eau tantôt des habitations qui s’étaient groupées sur leurs rives.
Le nom de la localité est attesté sous la forme Sanctus Lyperchius en 1300, Saint Liperce en 1384,
Saint Luperce sur Eure en 1470, de nouveau Nantum en 1484, Saint Luperce de Nant en 1736, Nant en 1790 (à la révolution française on supprime tout ce qui rappelle la religion ou la féodalité), Saint Luperce en 1793.
Saint-Luperce est un hagiotoponyme.

## Politique et administration

### Liste des maires
| Période                                  | Période   | Identité                     | Étiquette | Qualité                                                |
| ---------------------------------------- | --------- | ---------------------------- | --------- | ------------------------------------------------------ |
| Les données manquantes sont à compléter. |           |                              |           |                                                        |
| 1800                                     | 1807      | Jacques-Thomas Broutin       |           | Cultivateur, ex-administrateur du district de Chartres |
| 1808                                     | 1815      | François Beaupère            |           |                                                        |
| 1816                                     | 1819      | Denis-Honoré-François Leloup |           |                                                        |
| 1820                                     | 1828      | Jacques Lesourd              |           |                                                        |
| 1828                                     | 1830      | Frédéric de Mérode           |           |                                                        |
| 1830                                     | 1839      | Louis Marie                  |           |                                                        |
| 1840                                     | 1845      | Joseph Blanchard             |           |                                                        |
| 1845                                     | 1856      | Philippe Anceaume            |           |                                                        |
| 1860                                     | 1870      | Vincent-Hubert Charpentier   |           |                                                        |
| 1871                                     | 1875      | Denis-Célestin Létang        |           |                                                        |
| 1875                                     | 1878      | Pierre-Félix Vinsot          |           |                                                        |
| 1878                                     | 1883      | Jules-Alfred Blanchard       |           |                                                        |
| 1884                                     | 1894      | Jules-Émile-Célestin Létang  |           |                                                        |
| avant 1995                               | ?         | Robert Mésange               | PS        |                                                        |
| mars 2001                                | mars 2008 | Jean-Paul Dorange            |           |                                                        |
| mars 2008                                | En cours  | Pierrette Salmon,            |           | Employée administrative d'entreprise                   |

## Population et société

### Démographie
L'évolution du nombre d'habitants est connue à travers les recensements de la population effectués dans la commune depuis 1793. Pour les communes de moins de 10 000 habitants, une enquête de recensement portant sur toute la population est réalisée tous les cinq ans, les populations de référence des années intermédiaires étant quant à elles estimées par interpolation ou extrapolation. Pour la commune, le premier recensement exhaustif entrant dans le cadre du nouveau dispositif a été réalisé en 2006.

En 2022, la commune comptait 994 habitants, en évolution de +13,6 % par rapport à 2016 (Eure-et-Loir : −0,23 %, France hors Mayotte : +2,11 %).
| 1793 | 1800 | 1806 | 1821 | 1831 | 1836 | 1841 | 1846 | 1851 |
| ---- | ---- | ---- | ---- | ---- | ---- | ---- | ---- | ---- |
| 484  | 439  | 503  | 513  | 542  | 576  | 554  | 572  | 591  |

| 1856 | 1861 | 1866 | 1872 | 1876 | 1881 | 1886 | 1891 | 1896 |
| ---- | ---- | ---- | ---- | ---- | ---- | ---- | ---- | ---- |
| 618  | 645  | 624  | 600  | 569  | 593  | 571  | 569  | 530  |

| 1901 | 1906 | 1911 | 1921 | 1926 | 1931 | 1936 | 1946 | 1954 |
| ---- | ---- | ---- | ---- | ---- | ---- | ---- | ---- | ---- |
| 520  | 537  | 541  | 512  | 488  | 506  | 522  | 539  | 504  |

| 1962 | 1968 | 1975 | 1982 | 1990 | 1999 | 2006 | 2011 | 2016 |
| ---- | ---- | ---- | ---- | ---- | ---- | ---- | ---- | ---- |
| 510  | 514  | 530  | 665  | 757  | 850  | 885  | 871  | 875  |

| 2021 | 2022 | - | - | - | - | - | - | - |
| ---- | ---- | - | - | - | - | - | - | - |
| 974  | 994  | - | - | - | - | - | - | - |

## Culture locale et patrimoine

### Lieux et monuments

#### Château de Blanville
Inscrit MH (1969).
Ses années de construction sont 1643 et 1750.
Le château de Blanville fut rebâti pour François Pierre du Cluzel, futur intendant de la généralité de Tours.
Antoine Marie et Marie Thérèse Ducluzel marient civilement leur fille Marie-Antoinette au comte Frédéric de Merode le 25 juillet 1811 en cette commune. Ce dernier, nommé maire par le préfet du département en 1828, allait devenir un héros national lors de la révolution belge de 1830 où il allait mourir à Malines.
En 1930, le domaine appartenait à la comtesse de Cossé-Brissac.
Sont inscrits au titre de monuments historiques par l'arrêté du 6 novembre 1969 :
- Les façades et les toitures du château et de ses dépendances ;
- À l'est, la cour d'honneur avec ses deux pavillons d'angle ;
- Le jardin à la française et les douves, ainsi que le tapis vert situé devant le château et les deux pavillons d'entrée.

#### L'église Saint-Luperce

Lieux et monuments de Saint-Luperce
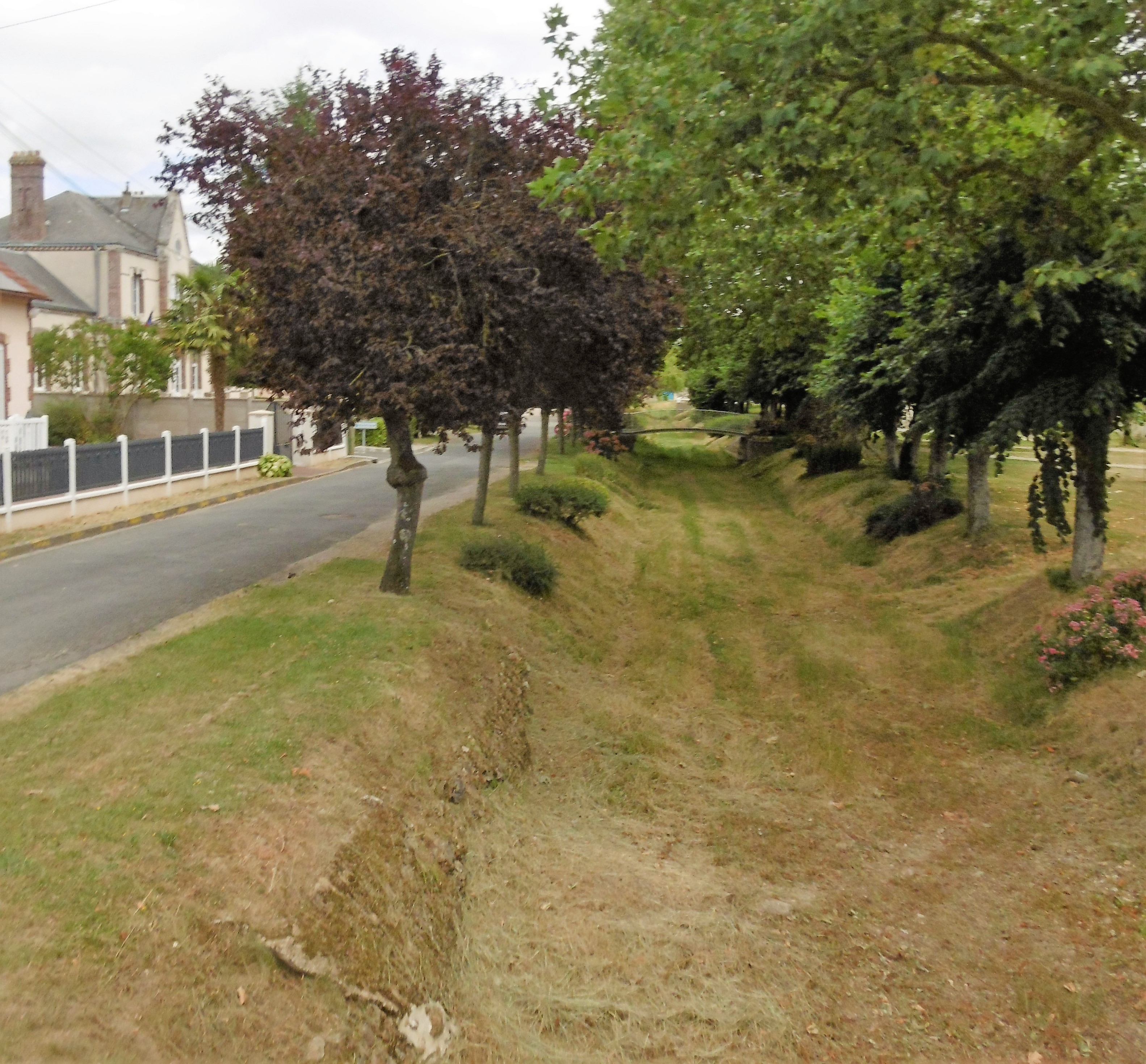
Rue de la mairie.
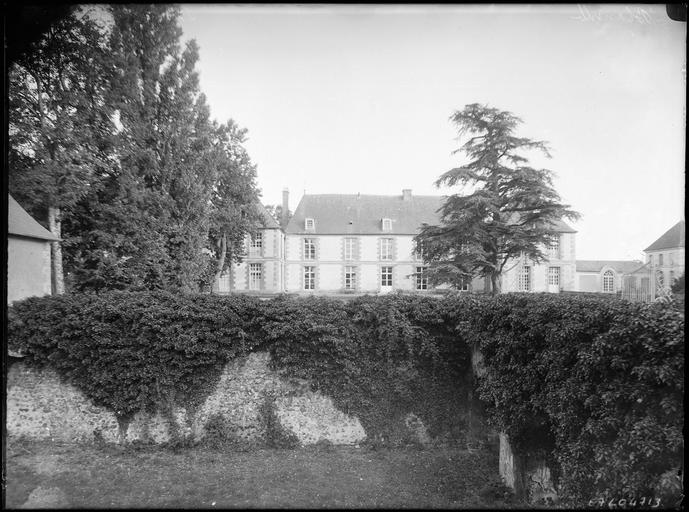
Le château de Blanville entre 1900 et 1920.
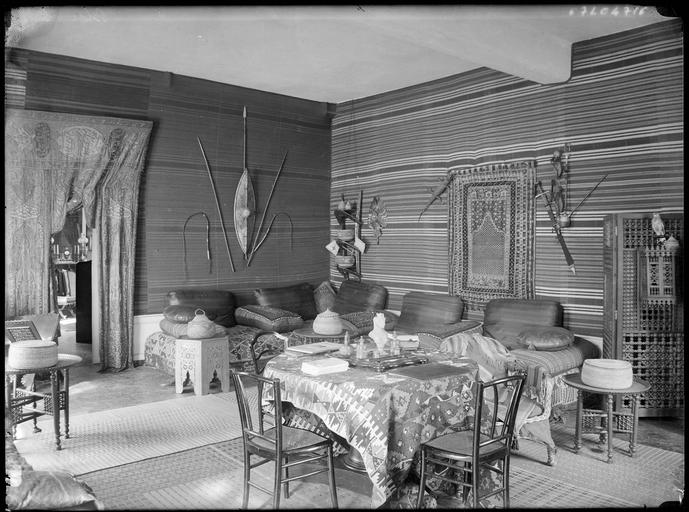
Salon oriental du château entre 1900 et 1920.
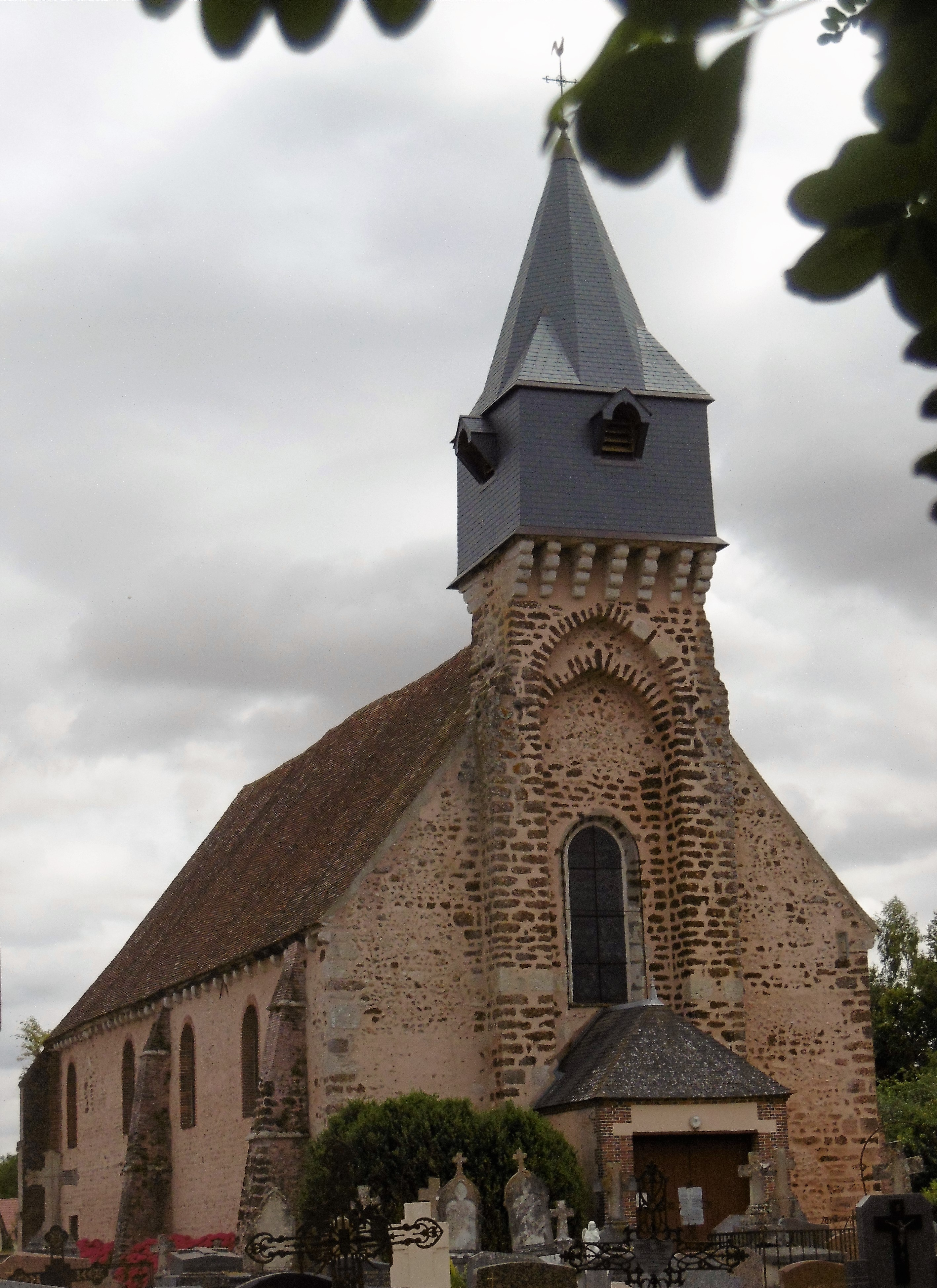
L'église Saint-Luperce.

### Personnalités liées à la commune
- Philibert Trudaine de Montigny (1733-1777), administrateur et savant, il possédait le moulin de la place à Saint-Luperce ;
- François Pierre du Cluzel (1734-1783), intendant de Tours ;
- Frédéric de Merode (1792-1830), volontaire de la Révolution belge, nommé maire de Saint-Luperce en 1828.